# Alconchel de Ariza
Alconchel de Ariza è un comune spagnolo di 121 abitanti situato nella comunità autonoma dell'Aragona.